# Ester Toivonen
Ester Toivonen (Hamina; 7 de agosto de 1914 — Helsinki; 29 de diciembre de 1979) fue elegida Miss Finlandia en 1933. Tenía 19 años de edad y trabajaba en una panadería en Helsinki cuando fue descubierta por el director del Helsinki Golf-Casino, donde el concurso de belleza finlandés iba a tener lugar. Ella también ganó el concurso de Miss Europa en Gran Bretaña en 1934. Más tarde se convirtió en una estrella del cine. 